# Ilke Angela Maréchal
Ilke Angela Maréchal est une poétesse de langue française d'origine allemande ; née en 1949 et morte le février 2020 (à 70 ans) à Escaldes-Engordany (Principauté d'Andorre).

## Parcours
Poète, écrivain et traductrice; à Paris, pendant une dizaine d'années elle collabore en tant qu'auteur et déléguée à la revue Phréatique, Langage et Création, créée et dirigée par Gérard Murail  (ISSN 0152-7886) où elle publie aussi poésie, prose, essais et entretiens. Publications également dans d'autres revues et magazines, dont Plastir, Visions du Monde, n° 35 de la revue de Pierre Seghers Poésie 90, Parola Abitata, Plumes, les Cahiers de Garlaban, Management & Conjoncture Sociales, Nouvelles Cles, Vents et Marées, World Futures: The Journal of General Evolution, Cultures en Mouvement, Les Cahiers de l’Égaré, Autre Sud, l’Autre, Sciences et Avenir, India Perspectives,  May 14, 2010] 
Fait partie des Poètes du Var,  du fonds culturel Var et Poésie de l’Université du Sud, Toulon-Var.
Avec son émission Epectase, les sciences aux pastels, elle produit et anime, entre 1994 et 2001, des entretiens radiophoniques d'une heure ainsi que plusieurs tables rondes sur Aligre FM à Paris invitant des personnalités du monde science-art.  
Elle conçoit, réalise et produit des événements culturels sciences/arts : 
- d'abord pour la revue Phréatique 1989 La tête dans les Étoiles, rencontre entre astrophysiciens et poètes, à Nice Fnac et Astrorama; 
- ensuite, à Paris, comme déléguée pour l'association Espace européen C.I.C. en coopération avec l'association Médicis Art-Science : Entre Art et Science, La Création I  à la Fondation Dosne-Thiers,  Institut de France 1996; sous le haut-patronage de Pierre-Gilles de Gennes, prix Nobel de physique et Marcel Landowsky, compositeur et chancelier de l'Institut.
Et Entre Art et Science, la Création II  au Palais de la découverte 1997: composé d'une exposition d'œuvres d'art illustrant les talents artistiques d'une douzaine de scientifiques de renom en dialogue avec une trentaine d'artistes en osmose avec la connaissance scientifique, ainsi que d'un cycle de conférences, débats, tables rondes, projections du film Infiniment Courbe et un spectacle poétique, placé à nouveau sous le haut-patronage de Pierre-Gilles de Gennes, prix Nobel de physique. 
- puis à l'Université de Toulon, en 2000 et 2001.
Depuis 2010 elle dirige sa maison d'édition andorrane AnimaViva multilingüe (et multimédia) à vocation internationale.
2011-2013 membre fondateur de l'association Andorra Compicitat; production de trois débats au sanctuaire de Meritxell dans la Principauté d'Andorre : novembre 2012:  Diàlegs de Meritxell: espiritualitat i interculturalitat (avec YAMADA Sôshô, Révérend supérieur du Shinjuan, Daitoku-ji, Kyoto, Japan, 27e successeur de Ikkyû);  septembre 2013:  Dialogues de Meritxell: Penser entre les langues, (avec le philologue et philosophe Heinz Wismann);  novembre 2013 : Dialogues de Meritxell : TAGORE, 100 ans du prix Nobel, une conférence-lecture du professeur Udaya Narayana SINGH de l'université Visva-Bharati, Inde, sur le Gitanjali de Rabindranath Tagore.

## Repères bibliographiques
- À l'écoute (recueil de poèmes avec une cantate de poésie des sciences)[4], Les Cahiers de Garlaban, préface de Basarab Nicolescu, illustration de couverture de Gérard Murail, 1988  (ISBN 2-913187-04-8).
- Sciences et Imaginaire éditions Albin Michel, coll. « Sciences d'aujourd'hui », en coédition avec la Cité des sciences et de l'industrie, Paris, 1994  (ISBN 2-226-07548-8); 16 entretiens avec René Berger, Paul Caro, Michel Cassé, Michel Cazenave, Alain Connes, Roberto Juarroz, Étienne Klein, Roger Lesgards, Jean-Marc Lévy-Leblond, Jean-Pierre Luminet, Michèle Montrelay, Basarab Nicolescu, Philippe Quéau, Hubert Reeves, Jean-Didier Vincent, Carl Friedrich von Weizsäcker
- Marie-Louise von Franz, Matière et Psyché (traduction), éditions Albin Michel, 2002  (ISBN 2-226-13486-7) et Le Grand Livre du mois, bibliothèque jungienne, 2002  (ISBN 2-7028-8016-9).
- Préface à La science des astres et la présence de Dieu, de Carl Friedrich von Weizsäcker, Editions Labor et Fides, CH-Lausanne, 2012,  (ISBN 978-2-8309-1458-0)
- Éloge de l'impossible = Elogi de l'impossible, sous le pséudonime d'Angel Iyé ; traduction au catalan = traducció al català: Géraldine Sasplugas, Éditions Ànimaviva multilingüe, Escaldes-Engordany, 2015 (poésie)

### Contribution à des ouvrages collectifs
- Tagore from the 21st Century Perspective in India Perspectives, vol 24, n°2/2010 Ministry of external affairs, India  (ISSN 0970-5074)
- Les Poètes et l’Univers (Anthologie de l’astrophysicien Jean-Pierre Luminet), le cherche midi éditeur, Paris 1996,   (ISBN 2-86274-473-5)
- Dictionnaire d’histoire et philosophie des sciences  (entrée sur Carl Friedrich von Weizsäcker), Paris 1999, Presses universitaires de France,  (ISBN 2-13-049992-9) ; en poche PUF collection Quadrige 2003  (ISBN 213052866X)
- Entre Art et Science: la création, catalogue de l'exposition du même nom (GRP 1996,   (ISBN 2-904868-27-5))
- Poetry in WORLD FUTURES: The Journal of General Evolution. 41: 149-151; 1994 Gordon and Breach Science Publishers S.A.; Print  (ISSN 0260-4027); Online  (ISSN 1556-1844), publication du Club de Budapest, now by Routledge
- Carl Friedrich von Weizsäcker, grand penseur de la Globalité, in Plastir no 11,  Revue Transdisciplinaire de Plasticité Humaine
- Quelques réflexions sur l'état actuel du monde, entretien avec Juli Minoves Triquell, in Plastir no 15   revue Transdisciplinaire de Plasticité Humaine
- "Du Cerveau à la Conscience : Francisco Varela, un scientifique engagé", magazine Nouvelles Cles no 30, 2001
- Enquête sur la Réincarnation (Michel Cazenave/Carl Gustav Jung), Éditions Albin Michel 2001,  (ISBN 2-226127925)
  - reprise de l’article paru dans la revue Nouvelles Clés °22,  (ISBN 7639608252)
- L’Espace, et si c’était ... Revue Autre Sud no 10,  (ISBN 2845210566)
  - repris in Plastir no 5  Science et Art, aux portes de l'espace intérieure ...
- 30 Poètes dans 30 Collèges du Var, Les Cahiers de l’Egaré; Le Printemps des Poètes 2000;  (ISBN 2-908387-53-0)
- Corédaction du no 428 L’Esprit de la Créativité de la revue MCS (Management et Conjoncture sociale), Paris 1994
- Citoyennetés nationales et citoyenneté européenne, (traduction) Hachette 1998,  (ISBN 2-01-170523-1)
- La parola habitata, labortorio letterario, Napoli, 1993 (en italien)
- Une saison de femmes, Les Cahiers de Garlaban 1987,  (ISBN 2-913187-04-8)
- Revue Phréatique, pendant une dizaine d’année: poésie, prose, essais, entretiens,   (ISBN 9782904868467)